# Guru Har Rai
 (septembre 2013).
Si vous disposez d'ouvrages ou d'articles de référence ou si vous connaissez des sites web de qualité traitant du thème abordé ici, merci de compléter l'article en donnant les références utiles à sa vérifiabilité et en les liant à la section « Notes et références ».
Guru Har Rai (1630- 1661) est le septième des dix Gurus du sikhisme. Il eut cette charge du 8 mars 1644 à sa mort le 6 octobre 1661.

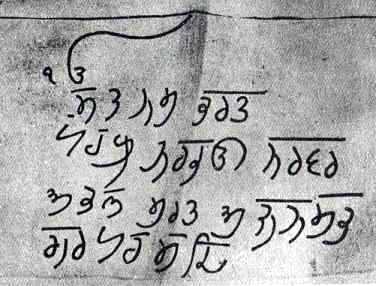
La Mul Mantra écrit de la main de Guru Har Rai.

## Généralités
Père : Baba Gurditta Ji 
Mère : Nihal Kaur Ji 
Date de naissance : 16 janvier 1630
Lieu de Naissance : Kiratpur Sahib, district de Ropar, Pendjab
Épouse : Ram Kaur Ji, Krishan Kaur ji 
Enfant : Ram Rai Ji et Harkrishan Sahib Ji 
Date et âge lorsqu'il fut considéré Guru : 8 mars 1644, 17 ans et 6 mois 
Régime politique : Shah Jahan & Aurangjeb (rois)
Joti-jot (décès), lieu, date, âge : Kiratpur Sahib, 6 octobre 1661, 31 ans et 8 mois

## La pharmacie du Guru
Guru Har Rai continua dans la lignée de son prédécesseur en bâtissant une communauté sikhe forte militairement et spirituellement (voir Miri-Piri). Pour cela il mit en place un système donnant accès à différents médicaments (pharmacie). 
La plus remarquable de ses actions fut celle de sauver Dara, le fils du roi de l'époque, Shâh Jahân. Le fils du roi, Dara, tomba malade. Guru Har Rai disposait du savoir et des médicaments permettant de le soigner. Shah Jahan lui écrivit une lettre, jouant sur les bons rapports entre gurus et rois qui étaient en place jusqu'au cinquième guru. Conformément à la philosophie sikhe, Guru ji accepta de le soigner.

## Ram Rai: son fils ainé
Ram Rai est le fils ainé du Guru. Aurangzeb, fils de Shah Jahan et gouverneur du Deccan, avait engagé une véritable croisade religieuse contre les hindous. Il convoqua Guru Har Rai à sa cour. Cependant ce dernier ne voulant pas le rencontrer tant ses actes étaient méprisables, envoya son fils Ram Rai à sa place. Outragé, Aurangzeb jugea bon de demander des choses impossibles à Ram Rai dans le but qu'il ne puisse pas les réaliser afin que Guru Har Rai soit obligé de venir lui-même.
Aurangzeb interrogea Ram Rai sur une phrase présente dans le Livre saint: l'Adi Granth, écrite par Guru Nanak Dev ji. 'Mitti Musalman ki peirei paee kumiar…" soit : 'Les cendres du Musulman tombent dans la motte du potier… ". Déstabilisé Ram Rai modifia cette citation et remplaça musulman par baeeman (infidèle). Un rapport de la rencontre entre Ram Rai et Aurangzeb parvint au Guru qui, apprenant la nouvelle, envoya un message à son fils sur le chemin du retour. Ce dernier fut banni car il avait osé modifier les Textes sacrés. Ram Rai comprit et accepta la décision.